# Himalaya-Katzenminze
Die Himalaya-Katzenminze (Nepeta govaniana) ist eine Pflanzenart aus der Gattung der Katzenminzen (Nepeta) in der Familie der Lippenblütler (Lamiaceae).

## Merkmale
Die Himalaya-Katzenminze ist eine ausdauernde Pflanze, die Wuchshöhen von 60 bis 120 Zentimeter erreicht. Die Krone ist 25 bis 30 Millimeter lang und hellgelb. Die Blattspreite ist eiförmig bis länglich oder elliptisch und 8 bis 12 Zentimeter lang. Der Blütenstand ist locker. Die Zymen sind lang gestielt.
Blütezeit ist von August bis September.
Die Chromosomenzahl beträgt 2n = 18.

## Vorkommen
Die Himalaya-Katzenminze kommt im West-Himalaya und in Pakistan in Gebüschen, lichten Wäldern und feuchten Orten in Höhenlagen von 2500 bis 2950 Meter vor.

## Nutzung
Die Himalaya-Katzenminze wird selten als Zierpflanze in Gehölzgruppen genutzt.